# Envenom (Sabbat-Album)
Envenom ist das Debütalbum der japanischen Band Sabbat.

## Entstehungsgeschichte
Envenom wurde 1990 bei C.C. Work von Mr Wada aufgenommen, der das Album auch abmischte und als Toningenieur tätig war. Produziert wurde das Album von Sabbat. Gestaltet wurde das Album von Elizaveat. Es erschien 1991 bei Evil Records.

## Titelliste
1. Bewitch (Temis Osmond) – 01:39
2. The Sixth Candle (Gezol) – 02:08
3. Satan Bless You (Gezol) – 03:11
4. Evil Nations (Gezol) – 05:00
5. Devil Worship (Elizaveat) – 04:59
6. Reek of Cremation (Elizaveat) – 03:20
7. Deathtemptation (Kanashibari Part 2) (Gezol) – 06:03
8. King of Hell (Gezol) – 05:12
9. Eviler (Gezol) – 03:52
10. Carcassvoice (Gezol) – 04:26
11. Dead March (Gezol) – 03:53
12. Reminiscent Bells (Temis Osmond) – 02:43

## Musikstil und Texte
Die Musik hat ihre Wurzeln in den 1980er-Jahren, Envenom klingt jedoch nicht so, als wäre das Album 1985 aufgenommen worden. Herr Stalhammar vom Webzine Vae Solis beschreibt die Musik als primitiv, aber gut gespielt und produziert, und als Mischung aus Black Metal und Heavy Metal. Der Gesang ist teilweise klar, teilweise guttural. Die Texte handeln von Tod und Satanismus.

## Rezeption
Das Tales of the Macabre bezeichnet Envenom als Sabbats bestes Album. Es habe „alles, was ein echter Black-/Death-Metaller benötigt, wie gute Riffs, bösen Gesang, Rhythmen zum Headbangen“. Herr Stalhammar bezeichnete die Texte und Attitüde als stupide, lobte aber die „ziemlich eindrucksvolle und gelegentlich aufregende“ Musik. Der gutturale Gesang sei annehmbar, der power-metal-artige Klargesang jedoch unerträglich. Erik Danielsson von Watain lobte Envenom als bestes Werk der Band und Sabbat als „großartige Band, die es tatsächlich geschafft hat, dieselbe zu bleiben, seit dem Beginn nicht nur der Band, sondern der gesamten Black-Metal-Untergrund-Bewegung“. Das Rock-Hard-Magazin nahm das Album in die Liste der „250 Black-Metal-Alben, die man kennen sollte“ auf.